# Home (singel Depeche Mode)
Home – singel grupy Depeche Mode promujący album Ultra. Nagrań live dokonano podczas pierwszego koncertu trasy Ultra Parties w Adrenaline Village w Londynie (Wielka Brytania) – 10 kwietnia 1997.

## Wydania (Mute Records)
- 12 BONG 27
  1. Home (Jedi Knight's Remix (Drowning in Time))
  2. Home (Air "Around the Golf" Remix)
  3. Home (LFO Meant to Be)
  4. Home (Grantby Mix)

- CD BONG 27 wydany 16 czerwca 1997
  1. Home - 5:46
  2. Home (Air "Around The Golf" Remix) – 3:57
  3. Home (LFO Meant to Be) – 4:26
  4. Home (The Noodles & the Damage Done) – 6:36

- LCD BONG 27 wydany 23 czerwca 1997
  1. Home (Jedi Knight Remix (Drowning in Time)) – 7:02
  2. Home (Grantby Mix) – 4:39
  3. Barrel of a Gun (live) – 6:02
  4. It’s No Good (live) – 4:06

- C BONG 27
  1. Home - 5:42
  2. It’s No Good (live) – 4:06

- RCD BONG 27
  1. Home (Radio Version) – 4:02
  2. Home - 5:50

- P12 BONG 27
  1. Home (Jedi Knight Remix (Drowning in Time))
  2. Home (Air "Around the Golf" Remix)
  3. Home (LFO Meant to Be)
  4. Home (Grantby Mix)

- BONG 27
  1. Home (Jedi Knight Remix (Drowning in Time)) – 7:01
  2. Home (Air "Around the Golf" Remix) – 3:56
  3. Home (LFO Meant to Be) – 4:25
  4. Home (Grantby Mix) – 4:38
  5. Home - 5:46
  6. Home (Air "Around the Golf" Remix) – 3:56
  7. Home (LFO Meant to Be) – 4:25
  8. Home (The Noodles & the Damage Done) – 6:35
  9. Home (Jedi Knight Remix (Drowning in Time)) – 7:01
  10. Home (Grantby Mix) – 4:38
  11. Barrel of a Gun (live) – 6:00
  12. It’s No Good (live) – 4:06

- CD / LCD BONG 27
  1. Home - 5:46
  2. Home (Air "Around the Golf" Remix) – 3:56
  3. Home (LFO Meant to Be) – 4:35
  4. Home (The Noodles & the Damage Done) – 6:25
  5. Home (Jedi Knight Remix (Drowning in Time) – 7:01
  6. Home (Grantby Mix) – 4:39
  7. Barrel of a Gun (live) – 6:02
  8. It’s No Good (live) – 4:06

- BONG 27
  1. Home (Instrumental) – 3:59

- BONG 27
  1. Home (Air "Around the Golf" Remix) – 3:56

## Twórcy

### Depeche Mode
- Martin Gore – gitara, syntezator, wokale
- Andrew Fletcher – syntezator, gitara basowa

### Pozostali twórcy
- Dave Clayton – keyboardy, programowanie keyboardów, zarządca instrumentów smyczkowych
- Hery Kopwood – programowanie

## Home / Useless
Home / Useless – singel grupy Depeche Mode promujący album Ultra, wydany 18 listopada 1997 nakładem Reprise Records, tylko w USA. Utwór „Home” wykonuje Martin Gore (śpiew, gitara elektryczna), a „Useless” – Dave Gahan (śpiew). Zobacz też: osobny artykuł poświęcony singlowi „Useless”.

### Wydania (wydaniaReprise)
- 7-17314 wydany 18 listopada 1997
  1. Home - 5:46
  2. Useless (CJ Bolland Ultrasonar Edit) – 4:06

- 9 17314-2 wydany 18 listopada 1997
  1. Home - 5:46
  2. Home (Air "Around the Golf" Remix) – 3:58
  3. Useless (CJ Bolland Ultrasonar Edit) – 4:06

- 9 43906-2 wydany 4 listopada 1997
  1. Home - 5:46
  2. Home (Grantby Mix - 4:38
  3. Home (LFO Meant to Be) – 4:26
  4. Home (The Noodles & the Damage Done Edit) – 6:22
  5. Useless (CJ Bolland Ultrasonar Mix) – 6:00
  6. Useless (CJ Bolland Funky Sub Mix) – 5:38
  7. Useless (Kruder plus Dorfmeister Session ™) – 9:10
  8. Useless (Escape From Wherever: Parts 1 & 2) – 7:15
  9. Barrel of a Gun
  10. Home (video)
  11. It’s No Good (video)
  12. Useless (video)

- 0-43906 wydany 4 listopada 1997
  1. Home (The Noodles & the Damage Done Edit) – 6:22
  2. Home (LFO Meant to Be) – 4:26
  3. Useless (CJ Bolland Ultrasonar Mix) – 6:00
  4. Useless (CJ Bolland Funky Sub Mix) – 5:38

- 17314-4 wydany 18 listopada 1997
  1. Home - 5:46
  2. Home (Air "Around the Golf" Remix) – 3:56
  3. Useless (CJ Bolland Ultrasonar Edit) – 4:06